# Перепис населення СРСР (1937)

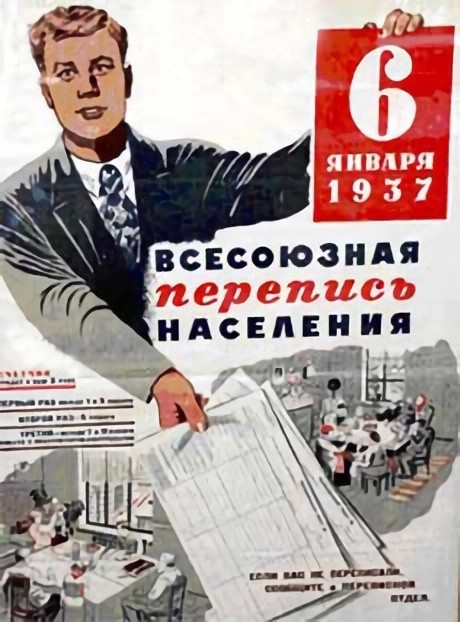
Плакат 1936 року

Проведений у січні 1937 року перепис населення був єдиним в історії проведення переписів у Російській імперії та СРСР одноденним переписом (перепис 1897 року був таким тільки формально).
Він також став єдиним відомим переписом, попередні результати якого було практично одразу (за 10 днів) поставлено під сумнів. У зв'язку з цим розробка результатів так і не була розпочата, а попередні матеріали було вилучено й засекречено.
Основні результати перепису, що збереглись в архівах, було опубліковано 1990 року.

## Підготовка та проведення перепису
Після всесоюзного перепису 1926 року в СРСР було проведено кілька переписів місцевого рівня, в Азербайджані, Новосибірську й інших республіках та містах Радянського Союзу. Первинно всесоюзний перепис було призначено на грудень 1933, за рік до цього було проведено пробний перепис. Терміни проведення загального перепису кілька разів переносились. На початку 1935 року під керівництвом Гібшмана і Квіткіна було підготовлено проект перепису, який згодом було сильно переопрацьовано урядовою комісією.
Відмінністю був тільки облік наявного населення (під час переписів 1926 і 1939 років враховувалось як наявне, так і постійне населення).
Відповідно до Постанови Ради Народних Комісарів Союзу РСР № 773 від 28 квітня 1936 року «Про всесоюзний перепис населення 1937 р.»:
- 5. Перепис здійснюється у такому порядку:
- а) з 1 до 5 січня 1937 року попередньо заповнюються переписні аркуші;
- б) 6 січня 1937 року з 8 години ранку до 12 години ночі здійснюється власне перепис, тобто лік населення, перевірка та збір попередньо заповнених переписних аркушів, а також заповнення переписних аркушів на тих осіб, на яких вони з будь-якої причини не були попередньо заповнені;
- в) з 7 до 11 січня 1937 року здійснюється перевірка правильності підрахунку населення й заповнення переписних аркушів.

Оскільки перепис 1937 року був одноденним, для його проведення було залучено 1 млн 250 тис. лічильників. Центральне управління народногосподарського обліку (ЦУНГО) додало до кожного переписного аркушу пам'яткою лічильника, яка вимагала викреслювати тих, хто не ночував за місцем проживання у ніч з 5 на 6 січня, тобто на критичну дату перепису. Вимога була пов'язана зі специфікою одноденного перепису й висувалось у розрахунку, що тих, хто не ночував удома, перепишуть в іншому місце перебування, що не завжди виконувалось на практиці, й не могло не призвести до деяких розбіжностей і втрат у підрахунках населення.
Програма перепису містила 14 пунктів: стать, вік, національність, рідна мова, релігія, громадянство, писемність, назва навчального закладу, клас чи курс, закінчив вищу чи середню школу, рід діяльності, місце роботи, суспільна група, перебування у шлюбі.
Отримані попередні результати значно відрізнялись від даних поточного обліку населення, що публікувались раніше. У зв'язку з цим, 16 січня 1937 року за дорученням РНК СРСР було організовано групу «сприяння та перевірки роботи ЦУНГО зі Всесоюзного перепису населення», яку очолив Яковлев та яка виявила недооблік груп населення (окремі дослідники характеризують результат її праці як завчасно прогнозований).
Це, а також інші прорахунки в організації перепису, спричинені (на думку деяких дослідників) як багаторазовим перенесенням його термінів, так і втручанням до підготовки його проведення вищого керівництва СРСР (за спогадами деяких із його організаторів переписний аркуш редагував особисто Сталін) було поставлено у провину відповідальним за його проведення особам. Ці події збіглися з плановим виявленням «ворогів народу» в органах радянської влади 1937 року.

## Репресії стосовно організаторів перепису
Першими виявленими «шкідниками» в Центральному управлінні Народно-господарського обліку Держплану СРСР (ЦУНГО СРСР) стали відповідальні за підготовку та проведення Олімпій Квіткін (Начальник Бюро перепису населення ЦУНГО СРСР), Михайло Курман (начальник Сектору населення), Лазар Бранд (Брандгендлер) (заступник начальника Бюро перепису населення) — 31 березня 1937 та Іван Обломов (заступник начальника відділу обліку транспорту і зв'язку). Начальника Народно-господарського обліку Держплану СРСР Івана Краваля було усунуто від посади 22 травня 1937 року. Аналогічні «викриття» пройшли на всіх рівнях УНГО СРСР та союзних республік.

## Попередні результати перепису
24 січня 1937 року І. А. Краваль повідомив Сталіну й Молотову перший відомий попередній результат перепису: без населення, переписаного НКВС та НКО (тобто без спецконтингенту НКВС та армії) й без пасажирів потягів і пароплавів — 156 млн людей.
У середині березня 1937 року в ЦК ВКП(б) Сталіну та в РНК СРСР Молотову було підготовлено лист ЦУНГО СРСР «Про попередні підсумки Всесоюзного перепису населення».
|  | На підставі постанов Ради Народних Комісарів Союзу РСР від 28 і 29 квітня 1936 року. Центральне Управління Народно-господарського обліку Держплану СРСР провело 6.1.1937 року Всесоюзний перепис населення. Через те, що сьогодні спливає термін подання попередніх підсумків перепису населення, встановлений ЦК ВКП(б) і РНК СРСР, а робота групи т. Яковлева ще не завершена, ЦУНГО надає підсумки в тому вигляді, в якому вони є на теперішній момент… |

|  | При підготовці перепису ми зіткнулись із досить активними спробами класово-ворожих елементів завадити його проведенню шляхом поширення ворожих чуток, особливо з питання відносно релігії. |

|  | Часткові матеріали, що є у ЦУНГО, показують, що кількість заявників під час опитування, що їх не переписали, становить 0,4—0,5 %. Якщо врахувати, що значна частина цих заяв під час перевірки (там, де вона проводилась) не підтверджується, можна вважати, що можливий недооблік населення переписом становить долі відсотка. |

Керівництву країни повідомлялось, що «загальна чисельність населення за переписом 6 січня 1937 року склала 162 003 225 людей, включаючи контингенти РСЧА й НКВС. У порівнянні з 1926 роком (перепис 17.XII) чисельність населення збільшилась приблизно на 15 мільйонів людей, або на 10,2 %, або в середньому на 1 % на рік. Ці дані показують, що приріст населення у нас значно перевищує темпи природного приросту населення передових капіталістичних країн, таких як: Англії (0,36 % в середньому за 9 років з 1927 до 1935), Німеччині (0,58 %), Франції (0,11 %), США (0,66 % в середньому за п'ятирічку 1830—1934 рр.), дорівнює італійському (1,02 %) та поступається тільки Японії (1.37 %).
Встановлена переписом чисельність населення значно нижча тієї, яка очікувалась за даними поточного обліку населення. Так на 1/1—1933 року ЦУНГО було опубліковано чисельність населення 165,7 млн, що стала вихідним пунктом подальших розрахунків. Перепис показав, що поточний облік населення давав невірні, різко завищені цифри. Цілком незадовільний стан поточного обліку населення є головною причиною розриву між припущеннями та фактичною чисельністю населення, встановленою переписом.».
Першим зробив спробу пояснити, куди поділися мільйони радянських громадян, заступник начальника відділу населення та охорони здоров'я ЦУНГО СРСР Михайло Курман, що теж був репресований і за прізвищем якого професор школи історичних досліджень в Університеті Мельбурна Стівен Ґ. Віткрофт назвав цю різницю «розривом Курмана».
Попередні короткі підсумки перепису офіційно не публікувались (відомо, що існувало принаймні 6-10 примірників (включаючи сигнальні примірники) «коротких підсумків», направлених Сталіну, Молотову, Єжову, Бауману та Яковлеву).

О.А. Квиткін передбачав видати (повні) матеріали цього перепису в 110 томах, те, що збереглося в архівах, умістилося в одному невеликому томі, який виданий 1990 року (однак далеко не всі матеріали цього унікального перепису збереглись, багато з них загинули у підвалах чекістських сховок або були знищені, зокрема втрачені підсумки цього перепису по окремих районах країни).
21 червня до регіональних бюро перепису було надіслано директивного листа заступника начальника ЦУНГО Попова про порядок здавання та зберігання всіх допоміжних матеріалів перепису населення. В ньому вимагалось всі матеріали — таблиці, списки населених пунктів, телеграми про кількість населення, листування, підсумки 5-ї контрольної вибірки тощо здати до спецсекторів ЦУНГО. 5 липня з ЦУНГО надійшла таємна директивна вказівка за № 654 у всі три МРС (машинно-рахункові станції) про зміну порядку звітності та зберігання матеріалів у бік зміцнення режиму секретності.
Пізніше РНК СРСР у постанові від 25 листопада 1937 року визнала організацію перепису населення незадовільною, а самі матеріали перепису дефектними.